# Fachwerkkapelle Belle (Horn-Bad Meinberg)

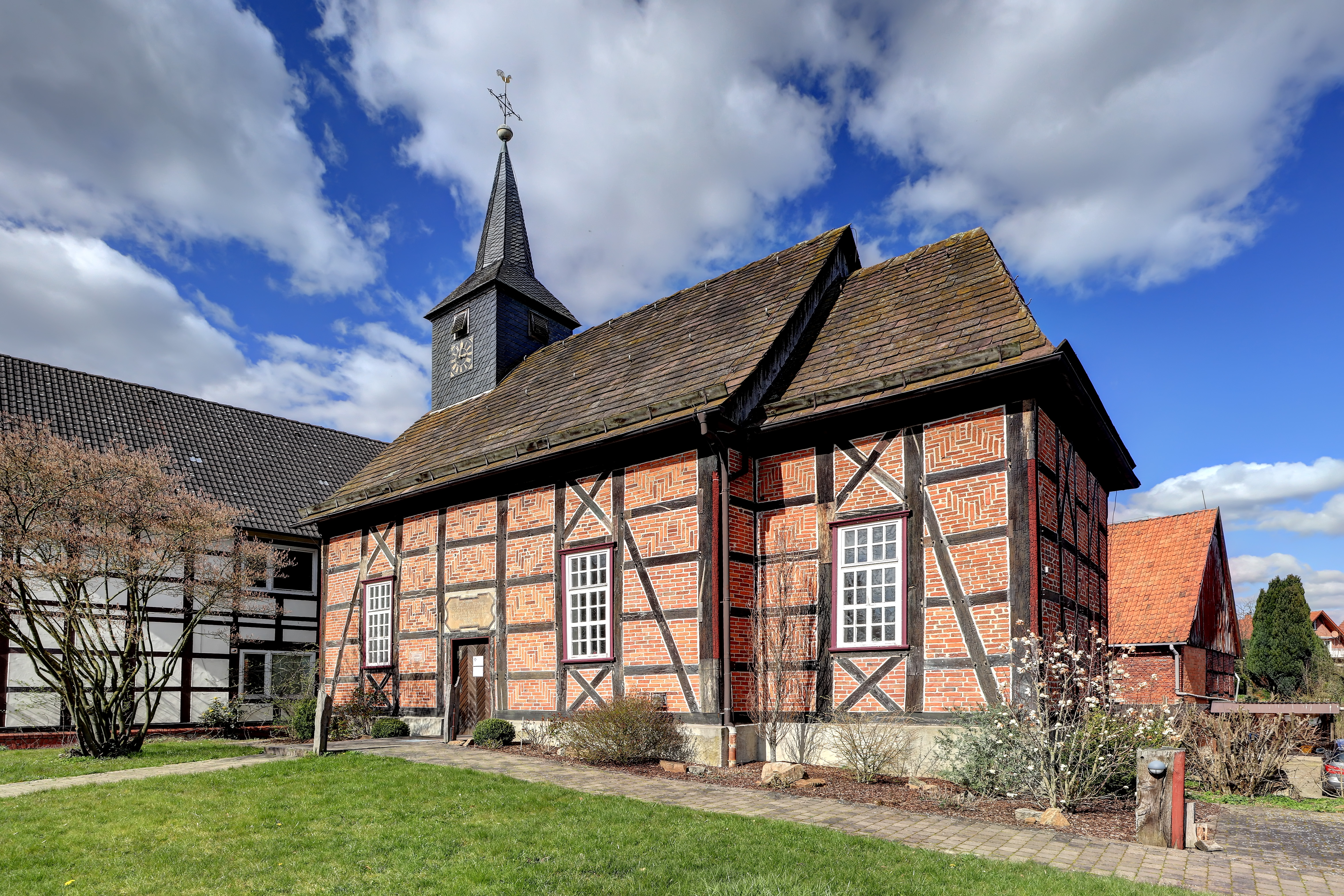
Fachwerkkapelle Belle (Horn-Bad Meinberg)

Die Evangelisch-reformierte Fachwerkkapelle Belle ist eine denkmalgeschützte Kapelle in Belle, einem Ortsteil der Stadt Horn-Bad Meinberg im Kreis Lippe von Nordrhein-Westfalen. Sie gehört zur Evangelisch-reformierten Kirchengemeinde Wöbbel in der Klasse Ost der Lippischen Landeskirche.

## Beschreibung
Die Fachwerkkirche wurde 1741 anstelle einer alten Kapelle erbaut. Sie besteht aus einem Langhaus und einem eingezogenen, gerade geschlossenen Chor im Osten. Das Sichtmauerwerk der Gefache ist ornamental verziert. Aus dem Satteldach des Langhauses erhebt sich im Westen ein schiefergedeckter Dachreiter mit Turmuhr, Glockenstuhl einem achtseitigen Knickhelm. Der Innenraum hat eine Holzbalkendecke.